# XMule
xMuleとは、オープンソースのP2Pソフトで、eDonkeyネットワーククライアントである。lMuleのフォークで、またこれのフォークとしてaMuleがある。